# Еремеев, Иннокентий Иванович
Иннокентий Иванович Еремеев (27 февраля [11 марта] 1869, Киевская губерния — 12 ноября 1925, Харбин, Особый район Восточных провинций) — русский военный и государственный деятель. Городской голова Хабаровска (1906—1914) и Владивостока (1920—1922).

## Биография
Родился 27 февраля (11 марта) 1869 года в Киевской губернии. Окончил Александровское военное училище. По его окончании служил сначала в Иркутске, а с 1896 года — в Приамурском военном округе. Дослужился до звания полковника. После отставки занялся предпринимательством, владел в Хабаровске известковым и мыловаренным заводами.
Был избран 2 октября 1906 года городским головой Хабаровска; в 1910 году его переизбрали на второй срок. На должности главы города внес большой вклад в его благоустройство — при нём в Хабаровске провели электричество и водопровод, начали мостить улицы, были открывались городские училища, общественные сады, кинотеатры. В 1913 году, в связи со 100-летием со дня рождения Г. И. Невельского, И. И. Еремеев предложил всю набережную линию от водонасосной станции до Муравьёвского утёса назвать именем адмирала — название набережной имени Невельского она носит и поныне. Также градоначальник увлекался журналистикой, был редактором и издателем газеты «Известия Хабаровского городского самоуправления». В 1914 году он оставил пост городского головы, передав управление городом А. В. Плюснину.
После Февральской революции И. И. Еремеев переехал во Владивосток, где также начал активно участвовать в общественной жизни и городском самоуправлении. Был избран гласным Владивостокской городской управы от «Беспартийно-демократического блока», возглавлял «Чуркооператив». В 1919 году работал в канцелярии Верховного уполномоченного от правительства А. В. Колчака, был заместителем городского головы Владивостока.
В марте 1920 года утвержден Владивостокской городской думой в должности городского головы. Занимал её до июня 1922 года, когда покинул Владивосток с уходящими частями белой армии, передав управление городом А. И. Лякеру.
С 1923 года проживал в эмиграции в Харбине. Служил делопроизводителем хозяйственного отдела Горсовета. Умер 12 ноября 1925 года.